# Eva Kushnerová
Eva Milada Ruth Kushnerová, rozená Dubská (18. června 1929 Praha – 28. ledna 2023 Toronto) byla kanadská vysokoškolská učitelka, spisovatelka a odbornice na francouzskou, kanadskou a renesanční literaturu. V roce 1987 se stala rektorkou na Victoria University. Tuto funkci zastávala až do roku 1994. V roce 1997 se stala nositelkou Řádu Kanady. Rovněž se stala první rektorkou v provincii Ontario.

## Životopis
V rozmezí let 1939 a 1946 žila ve Francii, odtud roku 1946 emigrovala do Kanady. Zde si roku 1949 vzala Donna Kushnera. Kushnerová navštěvovala McGillovu univerzitu, kde roku 1948 získala titul B.A. v oboru psychologie, v roce 1950 titul M.A. v oboru psychologie a následně roku 1956 titul Ph.D. v oboru francouzská literatura.